# Acanthodactylus taghitensis
Acanthodactylus taghitensis е вид влечуго от семейство Гущерови (Lacertidae).

## Разпространение
Видът е разпространен в Алжир и Мавритания.